# Khúc Ốc Trang bá
Khúc Ốc Trang Bá (chữ Hán: 曲沃莊伯; ? – 716 TCN), tên thật là Cơ Thiện (姬鱓), là một quý tộc nước Tấn - một chư hầu của nhà Chu trong lịch sử Trung Quốc. Ông tham gia cuộc chiến giành ngôi vua nước Tấn cuối thế kỷ 8 TCN.

## Hai lần tranh ngôi thất bại
Cơ Thiện là con của Khúc Ốc Hoàn Thúc (Cơ Thành Sư) và là cháu nội của Tấn Mục hầu – vua thứ 9 nước Tấn. Năm 731 TCN, Hoàn Thúc mất, Cơ Thiện lên cai quản Khúc Ốc.
Từ thời Hoàn Thúc, chi thứ tại Khúc Ốc đã tranh giành ngôi vua với chi trưởng ở đất Dực. Nước Tấn trong tình trạng hai chính quyền tồn tại cùng lúc.
Năm 724 TCN, Khúc Ốc Trang bá mang quân tấn công đất Dực, giết chết Tấn Hiếu hầu giành ngôi vua. Tuy nhiên cũng như Hoàn Thúc, Trang Bá ở đất Dực ít lâu lại bị người nước Tấn đánh đuổi về Khúc Ốc và lập con Hiếu hầu là Cơ Khích làm vua, tức là Tấn Ngạc hầu.
Năm 718 TCN, Tấn Ngạc hầu mất. Trang Bá Thiện nghe tin lại mang quân tấn công đất Dực để tranh ngôi vua lần thứ 2. Thiên tử nhà Chu là Hoàn vương sai Quắc công mang quân cứu nước Tấn, đánh đuổi Trang bá Thiện. Trang Bá Thiện lại chạy về Khúc Ốc, nhưng vẫn không bị truy kích. Người nước Tấn lập con Ngạc hầu là Quang lên nối ngôi, tức là Tấn Ai hầu.
Năm 716 TCN, Trang bá Thiện mất tại thành Khúc Ốc. Con ông là Cơ Xứng lên tiếp quản thành Khúc Ốc, gọi là Khúc Ốc Vũ công, sau trở thành Tấn Vũ công.